# Guimba
Guimba is een gemeente in de Filipijnse provincie Nueva Ecija op het eiland Luzon. Bij de laatste census in 2007 had de gemeente ruim 96 duizend inwoners.

## Geografie

### Bestuurlijke indeling
Guimba is onderverdeeld in de volgende 64 barangays:
| - Agcano - Ayos Lomboy - Bacayao - Bagong Barrio - Balbalino - Balingog East - Balingog West - Banitan - Bantug - Bulakid - Bunol - Caballero - Cabaruan - Caingin Tabing Ilog - Calem - Camiling - Cardinal - Casongsong - Catimon - Cavite - Cawayan Bugtong - Consuelo | - Culong - Escano - Faigal - Galvan - Guiset - Lamorito - Lennec - Macamias - Macapabellag - Macatcatuit - Manacsac - Manggang Marikit - Maturanoc - Maybubon - Naglabrahan - Nagpandayan - Narvacan I - Narvacan II - Pacac - Partida I - Partida II | - Pasong Inchic - Saint John District - San Agustin - San Andres - San Bernardino - San Marcelino - San Miguel - San Rafael - San Roque - Santa Ana - Santa Cruz - Santa Lucia - Santa Veronica District - Santo Cristo District - Saranay District - Sinulatan - Subol - Tampac I - Tampac II & III - Triala - Yuson |

## Demografie
Guimba had bij de census van 2007 een inwoneraantal van 96.116 mensen. Dit zijn 8.821 mensen (10,1%) meer dan bij de vorige census van 2000. De gemiddelde jaarlijkse groei komt daarmee uit op 1,34%, hetgeen lager is dan het landelijk jaarlijks gemiddelde over deze periode (2,04%). Vergeleken met de census van 1995 is het aantal mensen met 18.181 (23,3%) toegenomen.

De bevolkingsdichtheid van Guimba was ten tijde van de laatste census, met 96.116 inwoners op 245,29 km², 317,7 mensen per km².